# Carlos Torre Repetto
Carlos Torre Repetto (23. listopadu 1904 Mérida, Yucatán – 19. března 1978 tamtéž) byl mexický mezinárodní velmistr v šachu. Dosáhl řady úspěchů na amerických soutěžích, v průběhu 20. let se pohyboval v zadní části světové špičky a hrával na prestižních turnajích. V roce 1977 obdržel čestný titul šachového velmistra. Uvedl do světové špičky zahájení známé jako Mexická obrana (1. d4 Jf6 2. c4 Jc6), je po něm pojmenován Torreho útok (1. d4 Jf6 2. Jf3 e6 3. Sg5).

## Torreho mlýnek
|   | a | b | c | d | e | f | g | h |   |
| 8 | a8 černý věž · e8 černý věž · f8 černý jezdec · g8 černý král · a7 černý pěšec · b7 černý střelec · f7 černý pěšec · g7 černý pěšec · d6 černý pěšec · e6 černý pěšec · h6 černý pěšec · b5 černý dáma · g5 bílý střelec · h5 bílý dáma · b4 bílý pěšec · d4 bílý pěšec · e3 bílý jezdec · g3 bílý věž · a2 bílý pěšec · f2 bílý pěšec · g2 bílý pěšec · h2 bílý pěšec · e1 bílý věž · g1 bílý král | a8 černý věž · e8 černý věž · f8 černý jezdec · g8 černý král · a7 černý pěšec · b7 černý střelec · f7 černý pěšec · g7 černý pěšec · d6 černý pěšec · e6 černý pěšec · h6 černý pěšec · b5 černý dáma · g5 bílý střelec · h5 bílý dáma · b4 bílý pěšec · d4 bílý pěšec · e3 bílý jezdec · g3 bílý věž · a2 bílý pěšec · f2 bílý pěšec · g2 bílý pěšec · h2 bílý pěšec · e1 bílý věž · g1 bílý král | a8 černý věž · e8 černý věž · f8 černý jezdec · g8 černý král · a7 černý pěšec · b7 černý střelec · f7 černý pěšec · g7 černý pěšec · d6 černý pěšec · e6 černý pěšec · h6 černý pěšec · b5 černý dáma · g5 bílý střelec · h5 bílý dáma · b4 bílý pěšec · d4 bílý pěšec · e3 bílý jezdec · g3 bílý věž · a2 bílý pěšec · f2 bílý pěšec · g2 bílý pěšec · h2 bílý pěšec · e1 bílý věž · g1 bílý král | a8 černý věž · e8 černý věž · f8 černý jezdec · g8 černý král · a7 černý pěšec · b7 černý střelec · f7 černý pěšec · g7 černý pěšec · d6 černý pěšec · e6 černý pěšec · h6 černý pěšec · b5 černý dáma · g5 bílý střelec · h5 bílý dáma · b4 bílý pěšec · d4 bílý pěšec · e3 bílý jezdec · g3 bílý věž · a2 bílý pěšec · f2 bílý pěšec · g2 bílý pěšec · h2 bílý pěšec · e1 bílý věž · g1 bílý král | a8 černý věž · e8 černý věž · f8 černý jezdec · g8 černý král · a7 černý pěšec · b7 černý střelec · f7 černý pěšec · g7 černý pěšec · d6 černý pěšec · e6 černý pěšec · h6 černý pěšec · b5 černý dáma · g5 bílý střelec · h5 bílý dáma · b4 bílý pěšec · d4 bílý pěšec · e3 bílý jezdec · g3 bílý věž · a2 bílý pěšec · f2 bílý pěšec · g2 bílý pěšec · h2 bílý pěšec · e1 bílý věž · g1 bílý král | a8 černý věž · e8 černý věž · f8 černý jezdec · g8 černý král · a7 černý pěšec · b7 černý střelec · f7 černý pěšec · g7 černý pěšec · d6 černý pěšec · e6 černý pěšec · h6 černý pěšec · b5 černý dáma · g5 bílý střelec · h5 bílý dáma · b4 bílý pěšec · d4 bílý pěšec · e3 bílý jezdec · g3 bílý věž · a2 bílý pěšec · f2 bílý pěšec · g2 bílý pěšec · h2 bílý pěšec · e1 bílý věž · g1 bílý král | a8 černý věž · e8 černý věž · f8 černý jezdec · g8 černý král · a7 černý pěšec · b7 černý střelec · f7 černý pěšec · g7 černý pěšec · d6 černý pěšec · e6 černý pěšec · h6 černý pěšec · b5 černý dáma · g5 bílý střelec · h5 bílý dáma · b4 bílý pěšec · d4 bílý pěšec · e3 bílý jezdec · g3 bílý věž · a2 bílý pěšec · f2 bílý pěšec · g2 bílý pěšec · h2 bílý pěšec · e1 bílý věž · g1 bílý král | a8 černý věž · e8 černý věž · f8 černý jezdec · g8 černý král · a7 černý pěšec · b7 černý střelec · f7 černý pěšec · g7 černý pěšec · d6 černý pěšec · e6 černý pěšec · h6 černý pěšec · b5 černý dáma · g5 bílý střelec · h5 bílý dáma · b4 bílý pěšec · d4 bílý pěšec · e3 bílý jezdec · g3 bílý věž · a2 bílý pěšec · f2 bílý pěšec · g2 bílý pěšec · h2 bílý pěšec · e1 bílý věž · g1 bílý král | 8 |
| 7 | a8 černý věž · e8 černý věž · f8 černý jezdec · g8 černý král · a7 černý pěšec · b7 černý střelec · f7 černý pěšec · g7 černý pěšec · d6 černý pěšec · e6 černý pěšec · h6 černý pěšec · b5 černý dáma · g5 bílý střelec · h5 bílý dáma · b4 bílý pěšec · d4 bílý pěšec · e3 bílý jezdec · g3 bílý věž · a2 bílý pěšec · f2 bílý pěšec · g2 bílý pěšec · h2 bílý pěšec · e1 bílý věž · g1 bílý král | a8 černý věž · e8 černý věž · f8 černý jezdec · g8 černý král · a7 černý pěšec · b7 černý střelec · f7 černý pěšec · g7 černý pěšec · d6 černý pěšec · e6 černý pěšec · h6 černý pěšec · b5 černý dáma · g5 bílý střelec · h5 bílý dáma · b4 bílý pěšec · d4 bílý pěšec · e3 bílý jezdec · g3 bílý věž · a2 bílý pěšec · f2 bílý pěšec · g2 bílý pěšec · h2 bílý pěšec · e1 bílý věž · g1 bílý král | a8 černý věž · e8 černý věž · f8 černý jezdec · g8 černý král · a7 černý pěšec · b7 černý střelec · f7 černý pěšec · g7 černý pěšec · d6 černý pěšec · e6 černý pěšec · h6 černý pěšec · b5 černý dáma · g5 bílý střelec · h5 bílý dáma · b4 bílý pěšec · d4 bílý pěšec · e3 bílý jezdec · g3 bílý věž · a2 bílý pěšec · f2 bílý pěšec · g2 bílý pěšec · h2 bílý pěšec · e1 bílý věž · g1 bílý král | a8 černý věž · e8 černý věž · f8 černý jezdec · g8 černý král · a7 černý pěšec · b7 černý střelec · f7 černý pěšec · g7 černý pěšec · d6 černý pěšec · e6 černý pěšec · h6 černý pěšec · b5 černý dáma · g5 bílý střelec · h5 bílý dáma · b4 bílý pěšec · d4 bílý pěšec · e3 bílý jezdec · g3 bílý věž · a2 bílý pěšec · f2 bílý pěšec · g2 bílý pěšec · h2 bílý pěšec · e1 bílý věž · g1 bílý král | a8 černý věž · e8 černý věž · f8 černý jezdec · g8 černý král · a7 černý pěšec · b7 černý střelec · f7 černý pěšec · g7 černý pěšec · d6 černý pěšec · e6 černý pěšec · h6 černý pěšec · b5 černý dáma · g5 bílý střelec · h5 bílý dáma · b4 bílý pěšec · d4 bílý pěšec · e3 bílý jezdec · g3 bílý věž · a2 bílý pěšec · f2 bílý pěšec · g2 bílý pěšec · h2 bílý pěšec · e1 bílý věž · g1 bílý král | a8 černý věž · e8 černý věž · f8 černý jezdec · g8 černý král · a7 černý pěšec · b7 černý střelec · f7 černý pěšec · g7 černý pěšec · d6 černý pěšec · e6 černý pěšec · h6 černý pěšec · b5 černý dáma · g5 bílý střelec · h5 bílý dáma · b4 bílý pěšec · d4 bílý pěšec · e3 bílý jezdec · g3 bílý věž · a2 bílý pěšec · f2 bílý pěšec · g2 bílý pěšec · h2 bílý pěšec · e1 bílý věž · g1 bílý král | a8 černý věž · e8 černý věž · f8 černý jezdec · g8 černý král · a7 černý pěšec · b7 černý střelec · f7 černý pěšec · g7 černý pěšec · d6 černý pěšec · e6 černý pěšec · h6 černý pěšec · b5 černý dáma · g5 bílý střelec · h5 bílý dáma · b4 bílý pěšec · d4 bílý pěšec · e3 bílý jezdec · g3 bílý věž · a2 bílý pěšec · f2 bílý pěšec · g2 bílý pěšec · h2 bílý pěšec · e1 bílý věž · g1 bílý král | a8 černý věž · e8 černý věž · f8 černý jezdec · g8 černý král · a7 černý pěšec · b7 černý střelec · f7 černý pěšec · g7 černý pěšec · d6 černý pěšec · e6 černý pěšec · h6 černý pěšec · b5 černý dáma · g5 bílý střelec · h5 bílý dáma · b4 bílý pěšec · d4 bílý pěšec · e3 bílý jezdec · g3 bílý věž · a2 bílý pěšec · f2 bílý pěšec · g2 bílý pěšec · h2 bílý pěšec · e1 bílý věž · g1 bílý král | 7 |
| 6 | a8 černý věž · e8 černý věž · f8 černý jezdec · g8 černý král · a7 černý pěšec · b7 černý střelec · f7 černý pěšec · g7 černý pěšec · d6 černý pěšec · e6 černý pěšec · h6 černý pěšec · b5 černý dáma · g5 bílý střelec · h5 bílý dáma · b4 bílý pěšec · d4 bílý pěšec · e3 bílý jezdec · g3 bílý věž · a2 bílý pěšec · f2 bílý pěšec · g2 bílý pěšec · h2 bílý pěšec · e1 bílý věž · g1 bílý král | a8 černý věž · e8 černý věž · f8 černý jezdec · g8 černý král · a7 černý pěšec · b7 černý střelec · f7 černý pěšec · g7 černý pěšec · d6 černý pěšec · e6 černý pěšec · h6 černý pěšec · b5 černý dáma · g5 bílý střelec · h5 bílý dáma · b4 bílý pěšec · d4 bílý pěšec · e3 bílý jezdec · g3 bílý věž · a2 bílý pěšec · f2 bílý pěšec · g2 bílý pěšec · h2 bílý pěšec · e1 bílý věž · g1 bílý král | a8 černý věž · e8 černý věž · f8 černý jezdec · g8 černý král · a7 černý pěšec · b7 černý střelec · f7 černý pěšec · g7 černý pěšec · d6 černý pěšec · e6 černý pěšec · h6 černý pěšec · b5 černý dáma · g5 bílý střelec · h5 bílý dáma · b4 bílý pěšec · d4 bílý pěšec · e3 bílý jezdec · g3 bílý věž · a2 bílý pěšec · f2 bílý pěšec · g2 bílý pěšec · h2 bílý pěšec · e1 bílý věž · g1 bílý král | a8 černý věž · e8 černý věž · f8 černý jezdec · g8 černý král · a7 černý pěšec · b7 černý střelec · f7 černý pěšec · g7 černý pěšec · d6 černý pěšec · e6 černý pěšec · h6 černý pěšec · b5 černý dáma · g5 bílý střelec · h5 bílý dáma · b4 bílý pěšec · d4 bílý pěšec · e3 bílý jezdec · g3 bílý věž · a2 bílý pěšec · f2 bílý pěšec · g2 bílý pěšec · h2 bílý pěšec · e1 bílý věž · g1 bílý král | a8 černý věž · e8 černý věž · f8 černý jezdec · g8 černý král · a7 černý pěšec · b7 černý střelec · f7 černý pěšec · g7 černý pěšec · d6 černý pěšec · e6 černý pěšec · h6 černý pěšec · b5 černý dáma · g5 bílý střelec · h5 bílý dáma · b4 bílý pěšec · d4 bílý pěšec · e3 bílý jezdec · g3 bílý věž · a2 bílý pěšec · f2 bílý pěšec · g2 bílý pěšec · h2 bílý pěšec · e1 bílý věž · g1 bílý král | a8 černý věž · e8 černý věž · f8 černý jezdec · g8 černý král · a7 černý pěšec · b7 černý střelec · f7 černý pěšec · g7 černý pěšec · d6 černý pěšec · e6 černý pěšec · h6 černý pěšec · b5 černý dáma · g5 bílý střelec · h5 bílý dáma · b4 bílý pěšec · d4 bílý pěšec · e3 bílý jezdec · g3 bílý věž · a2 bílý pěšec · f2 bílý pěšec · g2 bílý pěšec · h2 bílý pěšec · e1 bílý věž · g1 bílý král | a8 černý věž · e8 černý věž · f8 černý jezdec · g8 černý král · a7 černý pěšec · b7 černý střelec · f7 černý pěšec · g7 černý pěšec · d6 černý pěšec · e6 černý pěšec · h6 černý pěšec · b5 černý dáma · g5 bílý střelec · h5 bílý dáma · b4 bílý pěšec · d4 bílý pěšec · e3 bílý jezdec · g3 bílý věž · a2 bílý pěšec · f2 bílý pěšec · g2 bílý pěšec · h2 bílý pěšec · e1 bílý věž · g1 bílý král | a8 černý věž · e8 černý věž · f8 černý jezdec · g8 černý král · a7 černý pěšec · b7 černý střelec · f7 černý pěšec · g7 černý pěšec · d6 černý pěšec · e6 černý pěšec · h6 černý pěšec · b5 černý dáma · g5 bílý střelec · h5 bílý dáma · b4 bílý pěšec · d4 bílý pěšec · e3 bílý jezdec · g3 bílý věž · a2 bílý pěšec · f2 bílý pěšec · g2 bílý pěšec · h2 bílý pěšec · e1 bílý věž · g1 bílý král | 6 |
| 5 | a8 černý věž · e8 černý věž · f8 černý jezdec · g8 černý král · a7 černý pěšec · b7 černý střelec · f7 černý pěšec · g7 černý pěšec · d6 černý pěšec · e6 černý pěšec · h6 černý pěšec · b5 černý dáma · g5 bílý střelec · h5 bílý dáma · b4 bílý pěšec · d4 bílý pěšec · e3 bílý jezdec · g3 bílý věž · a2 bílý pěšec · f2 bílý pěšec · g2 bílý pěšec · h2 bílý pěšec · e1 bílý věž · g1 bílý král | a8 černý věž · e8 černý věž · f8 černý jezdec · g8 černý král · a7 černý pěšec · b7 černý střelec · f7 černý pěšec · g7 černý pěšec · d6 černý pěšec · e6 černý pěšec · h6 černý pěšec · b5 černý dáma · g5 bílý střelec · h5 bílý dáma · b4 bílý pěšec · d4 bílý pěšec · e3 bílý jezdec · g3 bílý věž · a2 bílý pěšec · f2 bílý pěšec · g2 bílý pěšec · h2 bílý pěšec · e1 bílý věž · g1 bílý král | a8 černý věž · e8 černý věž · f8 černý jezdec · g8 černý král · a7 černý pěšec · b7 černý střelec · f7 černý pěšec · g7 černý pěšec · d6 černý pěšec · e6 černý pěšec · h6 černý pěšec · b5 černý dáma · g5 bílý střelec · h5 bílý dáma · b4 bílý pěšec · d4 bílý pěšec · e3 bílý jezdec · g3 bílý věž · a2 bílý pěšec · f2 bílý pěšec · g2 bílý pěšec · h2 bílý pěšec · e1 bílý věž · g1 bílý král | a8 černý věž · e8 černý věž · f8 černý jezdec · g8 černý král · a7 černý pěšec · b7 černý střelec · f7 černý pěšec · g7 černý pěšec · d6 černý pěšec · e6 černý pěšec · h6 černý pěšec · b5 černý dáma · g5 bílý střelec · h5 bílý dáma · b4 bílý pěšec · d4 bílý pěšec · e3 bílý jezdec · g3 bílý věž · a2 bílý pěšec · f2 bílý pěšec · g2 bílý pěšec · h2 bílý pěšec · e1 bílý věž · g1 bílý král | a8 černý věž · e8 černý věž · f8 černý jezdec · g8 černý král · a7 černý pěšec · b7 černý střelec · f7 černý pěšec · g7 černý pěšec · d6 černý pěšec · e6 černý pěšec · h6 černý pěšec · b5 černý dáma · g5 bílý střelec · h5 bílý dáma · b4 bílý pěšec · d4 bílý pěšec · e3 bílý jezdec · g3 bílý věž · a2 bílý pěšec · f2 bílý pěšec · g2 bílý pěšec · h2 bílý pěšec · e1 bílý věž · g1 bílý král | a8 černý věž · e8 černý věž · f8 černý jezdec · g8 černý král · a7 černý pěšec · b7 černý střelec · f7 černý pěšec · g7 černý pěšec · d6 černý pěšec · e6 černý pěšec · h6 černý pěšec · b5 černý dáma · g5 bílý střelec · h5 bílý dáma · b4 bílý pěšec · d4 bílý pěšec · e3 bílý jezdec · g3 bílý věž · a2 bílý pěšec · f2 bílý pěšec · g2 bílý pěšec · h2 bílý pěšec · e1 bílý věž · g1 bílý král | a8 černý věž · e8 černý věž · f8 černý jezdec · g8 černý král · a7 černý pěšec · b7 černý střelec · f7 černý pěšec · g7 černý pěšec · d6 černý pěšec · e6 černý pěšec · h6 černý pěšec · b5 černý dáma · g5 bílý střelec · h5 bílý dáma · b4 bílý pěšec · d4 bílý pěšec · e3 bílý jezdec · g3 bílý věž · a2 bílý pěšec · f2 bílý pěšec · g2 bílý pěšec · h2 bílý pěšec · e1 bílý věž · g1 bílý král | a8 černý věž · e8 černý věž · f8 černý jezdec · g8 černý král · a7 černý pěšec · b7 černý střelec · f7 černý pěšec · g7 černý pěšec · d6 černý pěšec · e6 černý pěšec · h6 černý pěšec · b5 černý dáma · g5 bílý střelec · h5 bílý dáma · b4 bílý pěšec · d4 bílý pěšec · e3 bílý jezdec · g3 bílý věž · a2 bílý pěšec · f2 bílý pěšec · g2 bílý pěšec · h2 bílý pěšec · e1 bílý věž · g1 bílý král | 5 |
| 4 | a8 černý věž · e8 černý věž · f8 černý jezdec · g8 černý král · a7 černý pěšec · b7 černý střelec · f7 černý pěšec · g7 černý pěšec · d6 černý pěšec · e6 černý pěšec · h6 černý pěšec · b5 černý dáma · g5 bílý střelec · h5 bílý dáma · b4 bílý pěšec · d4 bílý pěšec · e3 bílý jezdec · g3 bílý věž · a2 bílý pěšec · f2 bílý pěšec · g2 bílý pěšec · h2 bílý pěšec · e1 bílý věž · g1 bílý král | a8 černý věž · e8 černý věž · f8 černý jezdec · g8 černý král · a7 černý pěšec · b7 černý střelec · f7 černý pěšec · g7 černý pěšec · d6 černý pěšec · e6 černý pěšec · h6 černý pěšec · b5 černý dáma · g5 bílý střelec · h5 bílý dáma · b4 bílý pěšec · d4 bílý pěšec · e3 bílý jezdec · g3 bílý věž · a2 bílý pěšec · f2 bílý pěšec · g2 bílý pěšec · h2 bílý pěšec · e1 bílý věž · g1 bílý král | a8 černý věž · e8 černý věž · f8 černý jezdec · g8 černý král · a7 černý pěšec · b7 černý střelec · f7 černý pěšec · g7 černý pěšec · d6 černý pěšec · e6 černý pěšec · h6 černý pěšec · b5 černý dáma · g5 bílý střelec · h5 bílý dáma · b4 bílý pěšec · d4 bílý pěšec · e3 bílý jezdec · g3 bílý věž · a2 bílý pěšec · f2 bílý pěšec · g2 bílý pěšec · h2 bílý pěšec · e1 bílý věž · g1 bílý král | a8 černý věž · e8 černý věž · f8 černý jezdec · g8 černý král · a7 černý pěšec · b7 černý střelec · f7 černý pěšec · g7 černý pěšec · d6 černý pěšec · e6 černý pěšec · h6 černý pěšec · b5 černý dáma · g5 bílý střelec · h5 bílý dáma · b4 bílý pěšec · d4 bílý pěšec · e3 bílý jezdec · g3 bílý věž · a2 bílý pěšec · f2 bílý pěšec · g2 bílý pěšec · h2 bílý pěšec · e1 bílý věž · g1 bílý král | a8 černý věž · e8 černý věž · f8 černý jezdec · g8 černý král · a7 černý pěšec · b7 černý střelec · f7 černý pěšec · g7 černý pěšec · d6 černý pěšec · e6 černý pěšec · h6 černý pěšec · b5 černý dáma · g5 bílý střelec · h5 bílý dáma · b4 bílý pěšec · d4 bílý pěšec · e3 bílý jezdec · g3 bílý věž · a2 bílý pěšec · f2 bílý pěšec · g2 bílý pěšec · h2 bílý pěšec · e1 bílý věž · g1 bílý král | a8 černý věž · e8 černý věž · f8 černý jezdec · g8 černý král · a7 černý pěšec · b7 černý střelec · f7 černý pěšec · g7 černý pěšec · d6 černý pěšec · e6 černý pěšec · h6 černý pěšec · b5 černý dáma · g5 bílý střelec · h5 bílý dáma · b4 bílý pěšec · d4 bílý pěšec · e3 bílý jezdec · g3 bílý věž · a2 bílý pěšec · f2 bílý pěšec · g2 bílý pěšec · h2 bílý pěšec · e1 bílý věž · g1 bílý král | a8 černý věž · e8 černý věž · f8 černý jezdec · g8 černý král · a7 černý pěšec · b7 černý střelec · f7 černý pěšec · g7 černý pěšec · d6 černý pěšec · e6 černý pěšec · h6 černý pěšec · b5 černý dáma · g5 bílý střelec · h5 bílý dáma · b4 bílý pěšec · d4 bílý pěšec · e3 bílý jezdec · g3 bílý věž · a2 bílý pěšec · f2 bílý pěšec · g2 bílý pěšec · h2 bílý pěšec · e1 bílý věž · g1 bílý král | a8 černý věž · e8 černý věž · f8 černý jezdec · g8 černý král · a7 černý pěšec · b7 černý střelec · f7 černý pěšec · g7 černý pěšec · d6 černý pěšec · e6 černý pěšec · h6 černý pěšec · b5 černý dáma · g5 bílý střelec · h5 bílý dáma · b4 bílý pěšec · d4 bílý pěšec · e3 bílý jezdec · g3 bílý věž · a2 bílý pěšec · f2 bílý pěšec · g2 bílý pěšec · h2 bílý pěšec · e1 bílý věž · g1 bílý král | 4 |
| 3 | a8 černý věž · e8 černý věž · f8 černý jezdec · g8 černý král · a7 černý pěšec · b7 černý střelec · f7 černý pěšec · g7 černý pěšec · d6 černý pěšec · e6 černý pěšec · h6 černý pěšec · b5 černý dáma · g5 bílý střelec · h5 bílý dáma · b4 bílý pěšec · d4 bílý pěšec · e3 bílý jezdec · g3 bílý věž · a2 bílý pěšec · f2 bílý pěšec · g2 bílý pěšec · h2 bílý pěšec · e1 bílý věž · g1 bílý král | a8 černý věž · e8 černý věž · f8 černý jezdec · g8 černý král · a7 černý pěšec · b7 černý střelec · f7 černý pěšec · g7 černý pěšec · d6 černý pěšec · e6 černý pěšec · h6 černý pěšec · b5 černý dáma · g5 bílý střelec · h5 bílý dáma · b4 bílý pěšec · d4 bílý pěšec · e3 bílý jezdec · g3 bílý věž · a2 bílý pěšec · f2 bílý pěšec · g2 bílý pěšec · h2 bílý pěšec · e1 bílý věž · g1 bílý král | a8 černý věž · e8 černý věž · f8 černý jezdec · g8 černý král · a7 černý pěšec · b7 černý střelec · f7 černý pěšec · g7 černý pěšec · d6 černý pěšec · e6 černý pěšec · h6 černý pěšec · b5 černý dáma · g5 bílý střelec · h5 bílý dáma · b4 bílý pěšec · d4 bílý pěšec · e3 bílý jezdec · g3 bílý věž · a2 bílý pěšec · f2 bílý pěšec · g2 bílý pěšec · h2 bílý pěšec · e1 bílý věž · g1 bílý král | a8 černý věž · e8 černý věž · f8 černý jezdec · g8 černý král · a7 černý pěšec · b7 černý střelec · f7 černý pěšec · g7 černý pěšec · d6 černý pěšec · e6 černý pěšec · h6 černý pěšec · b5 černý dáma · g5 bílý střelec · h5 bílý dáma · b4 bílý pěšec · d4 bílý pěšec · e3 bílý jezdec · g3 bílý věž · a2 bílý pěšec · f2 bílý pěšec · g2 bílý pěšec · h2 bílý pěšec · e1 bílý věž · g1 bílý král | a8 černý věž · e8 černý věž · f8 černý jezdec · g8 černý král · a7 černý pěšec · b7 černý střelec · f7 černý pěšec · g7 černý pěšec · d6 černý pěšec · e6 černý pěšec · h6 černý pěšec · b5 černý dáma · g5 bílý střelec · h5 bílý dáma · b4 bílý pěšec · d4 bílý pěšec · e3 bílý jezdec · g3 bílý věž · a2 bílý pěšec · f2 bílý pěšec · g2 bílý pěšec · h2 bílý pěšec · e1 bílý věž · g1 bílý král | a8 černý věž · e8 černý věž · f8 černý jezdec · g8 černý král · a7 černý pěšec · b7 černý střelec · f7 černý pěšec · g7 černý pěšec · d6 černý pěšec · e6 černý pěšec · h6 černý pěšec · b5 černý dáma · g5 bílý střelec · h5 bílý dáma · b4 bílý pěšec · d4 bílý pěšec · e3 bílý jezdec · g3 bílý věž · a2 bílý pěšec · f2 bílý pěšec · g2 bílý pěšec · h2 bílý pěšec · e1 bílý věž · g1 bílý král | a8 černý věž · e8 černý věž · f8 černý jezdec · g8 černý král · a7 černý pěšec · b7 černý střelec · f7 černý pěšec · g7 černý pěšec · d6 černý pěšec · e6 černý pěšec · h6 černý pěšec · b5 černý dáma · g5 bílý střelec · h5 bílý dáma · b4 bílý pěšec · d4 bílý pěšec · e3 bílý jezdec · g3 bílý věž · a2 bílý pěšec · f2 bílý pěšec · g2 bílý pěšec · h2 bílý pěšec · e1 bílý věž · g1 bílý král | a8 černý věž · e8 černý věž · f8 černý jezdec · g8 černý král · a7 černý pěšec · b7 černý střelec · f7 černý pěšec · g7 černý pěšec · d6 černý pěšec · e6 černý pěšec · h6 černý pěšec · b5 černý dáma · g5 bílý střelec · h5 bílý dáma · b4 bílý pěšec · d4 bílý pěšec · e3 bílý jezdec · g3 bílý věž · a2 bílý pěšec · f2 bílý pěšec · g2 bílý pěšec · h2 bílý pěšec · e1 bílý věž · g1 bílý král | 3 |
| 2 | a8 černý věž · e8 černý věž · f8 černý jezdec · g8 černý král · a7 černý pěšec · b7 černý střelec · f7 černý pěšec · g7 černý pěšec · d6 černý pěšec · e6 černý pěšec · h6 černý pěšec · b5 černý dáma · g5 bílý střelec · h5 bílý dáma · b4 bílý pěšec · d4 bílý pěšec · e3 bílý jezdec · g3 bílý věž · a2 bílý pěšec · f2 bílý pěšec · g2 bílý pěšec · h2 bílý pěšec · e1 bílý věž · g1 bílý král | a8 černý věž · e8 černý věž · f8 černý jezdec · g8 černý král · a7 černý pěšec · b7 černý střelec · f7 černý pěšec · g7 černý pěšec · d6 černý pěšec · e6 černý pěšec · h6 černý pěšec · b5 černý dáma · g5 bílý střelec · h5 bílý dáma · b4 bílý pěšec · d4 bílý pěšec · e3 bílý jezdec · g3 bílý věž · a2 bílý pěšec · f2 bílý pěšec · g2 bílý pěšec · h2 bílý pěšec · e1 bílý věž · g1 bílý král | a8 černý věž · e8 černý věž · f8 černý jezdec · g8 černý král · a7 černý pěšec · b7 černý střelec · f7 černý pěšec · g7 černý pěšec · d6 černý pěšec · e6 černý pěšec · h6 černý pěšec · b5 černý dáma · g5 bílý střelec · h5 bílý dáma · b4 bílý pěšec · d4 bílý pěšec · e3 bílý jezdec · g3 bílý věž · a2 bílý pěšec · f2 bílý pěšec · g2 bílý pěšec · h2 bílý pěšec · e1 bílý věž · g1 bílý král | a8 černý věž · e8 černý věž · f8 černý jezdec · g8 černý král · a7 černý pěšec · b7 černý střelec · f7 černý pěšec · g7 černý pěšec · d6 černý pěšec · e6 černý pěšec · h6 černý pěšec · b5 černý dáma · g5 bílý střelec · h5 bílý dáma · b4 bílý pěšec · d4 bílý pěšec · e3 bílý jezdec · g3 bílý věž · a2 bílý pěšec · f2 bílý pěšec · g2 bílý pěšec · h2 bílý pěšec · e1 bílý věž · g1 bílý král | a8 černý věž · e8 černý věž · f8 černý jezdec · g8 černý král · a7 černý pěšec · b7 černý střelec · f7 černý pěšec · g7 černý pěšec · d6 černý pěšec · e6 černý pěšec · h6 černý pěšec · b5 černý dáma · g5 bílý střelec · h5 bílý dáma · b4 bílý pěšec · d4 bílý pěšec · e3 bílý jezdec · g3 bílý věž · a2 bílý pěšec · f2 bílý pěšec · g2 bílý pěšec · h2 bílý pěšec · e1 bílý věž · g1 bílý král | a8 černý věž · e8 černý věž · f8 černý jezdec · g8 černý král · a7 černý pěšec · b7 černý střelec · f7 černý pěšec · g7 černý pěšec · d6 černý pěšec · e6 černý pěšec · h6 černý pěšec · b5 černý dáma · g5 bílý střelec · h5 bílý dáma · b4 bílý pěšec · d4 bílý pěšec · e3 bílý jezdec · g3 bílý věž · a2 bílý pěšec · f2 bílý pěšec · g2 bílý pěšec · h2 bílý pěšec · e1 bílý věž · g1 bílý král | a8 černý věž · e8 černý věž · f8 černý jezdec · g8 černý král · a7 černý pěšec · b7 černý střelec · f7 černý pěšec · g7 černý pěšec · d6 černý pěšec · e6 černý pěšec · h6 černý pěšec · b5 černý dáma · g5 bílý střelec · h5 bílý dáma · b4 bílý pěšec · d4 bílý pěšec · e3 bílý jezdec · g3 bílý věž · a2 bílý pěšec · f2 bílý pěšec · g2 bílý pěšec · h2 bílý pěšec · e1 bílý věž · g1 bílý král | a8 černý věž · e8 černý věž · f8 černý jezdec · g8 černý král · a7 černý pěšec · b7 černý střelec · f7 černý pěšec · g7 černý pěšec · d6 černý pěšec · e6 černý pěšec · h6 černý pěšec · b5 černý dáma · g5 bílý střelec · h5 bílý dáma · b4 bílý pěšec · d4 bílý pěšec · e3 bílý jezdec · g3 bílý věž · a2 bílý pěšec · f2 bílý pěšec · g2 bílý pěšec · h2 bílý pěšec · e1 bílý věž · g1 bílý král | 2 |
| 1 | a8 černý věž · e8 černý věž · f8 černý jezdec · g8 černý král · a7 černý pěšec · b7 černý střelec · f7 černý pěšec · g7 černý pěšec · d6 černý pěšec · e6 černý pěšec · h6 černý pěšec · b5 černý dáma · g5 bílý střelec · h5 bílý dáma · b4 bílý pěšec · d4 bílý pěšec · e3 bílý jezdec · g3 bílý věž · a2 bílý pěšec · f2 bílý pěšec · g2 bílý pěšec · h2 bílý pěšec · e1 bílý věž · g1 bílý král | a8 černý věž · e8 černý věž · f8 černý jezdec · g8 černý král · a7 černý pěšec · b7 černý střelec · f7 černý pěšec · g7 černý pěšec · d6 černý pěšec · e6 černý pěšec · h6 černý pěšec · b5 černý dáma · g5 bílý střelec · h5 bílý dáma · b4 bílý pěšec · d4 bílý pěšec · e3 bílý jezdec · g3 bílý věž · a2 bílý pěšec · f2 bílý pěšec · g2 bílý pěšec · h2 bílý pěšec · e1 bílý věž · g1 bílý král | a8 černý věž · e8 černý věž · f8 černý jezdec · g8 černý král · a7 černý pěšec · b7 černý střelec · f7 černý pěšec · g7 černý pěšec · d6 černý pěšec · e6 černý pěšec · h6 černý pěšec · b5 černý dáma · g5 bílý střelec · h5 bílý dáma · b4 bílý pěšec · d4 bílý pěšec · e3 bílý jezdec · g3 bílý věž · a2 bílý pěšec · f2 bílý pěšec · g2 bílý pěšec · h2 bílý pěšec · e1 bílý věž · g1 bílý král | a8 černý věž · e8 černý věž · f8 černý jezdec · g8 černý král · a7 černý pěšec · b7 černý střelec · f7 černý pěšec · g7 černý pěšec · d6 černý pěšec · e6 černý pěšec · h6 černý pěšec · b5 černý dáma · g5 bílý střelec · h5 bílý dáma · b4 bílý pěšec · d4 bílý pěšec · e3 bílý jezdec · g3 bílý věž · a2 bílý pěšec · f2 bílý pěšec · g2 bílý pěšec · h2 bílý pěšec · e1 bílý věž · g1 bílý král | a8 černý věž · e8 černý věž · f8 černý jezdec · g8 černý král · a7 černý pěšec · b7 černý střelec · f7 černý pěšec · g7 černý pěšec · d6 černý pěšec · e6 černý pěšec · h6 černý pěšec · b5 černý dáma · g5 bílý střelec · h5 bílý dáma · b4 bílý pěšec · d4 bílý pěšec · e3 bílý jezdec · g3 bílý věž · a2 bílý pěšec · f2 bílý pěšec · g2 bílý pěšec · h2 bílý pěšec · e1 bílý věž · g1 bílý král | a8 černý věž · e8 černý věž · f8 černý jezdec · g8 černý král · a7 černý pěšec · b7 černý střelec · f7 černý pěšec · g7 černý pěšec · d6 černý pěšec · e6 černý pěšec · h6 černý pěšec · b5 černý dáma · g5 bílý střelec · h5 bílý dáma · b4 bílý pěšec · d4 bílý pěšec · e3 bílý jezdec · g3 bílý věž · a2 bílý pěšec · f2 bílý pěšec · g2 bílý pěšec · h2 bílý pěšec · e1 bílý věž · g1 bílý král | a8 černý věž · e8 černý věž · f8 černý jezdec · g8 černý král · a7 černý pěšec · b7 černý střelec · f7 černý pěšec · g7 černý pěšec · d6 černý pěšec · e6 černý pěšec · h6 černý pěšec · b5 černý dáma · g5 bílý střelec · h5 bílý dáma · b4 bílý pěšec · d4 bílý pěšec · e3 bílý jezdec · g3 bílý věž · a2 bílý pěšec · f2 bílý pěšec · g2 bílý pěšec · h2 bílý pěšec · e1 bílý věž · g1 bílý král | a8 černý věž · e8 černý věž · f8 černý jezdec · g8 černý král · a7 černý pěšec · b7 černý střelec · f7 černý pěšec · g7 černý pěšec · d6 černý pěšec · e6 černý pěšec · h6 černý pěšec · b5 černý dáma · g5 bílý střelec · h5 bílý dáma · b4 bílý pěšec · d4 bílý pěšec · e3 bílý jezdec · g3 bílý věž · a2 bílý pěšec · f2 bílý pěšec · g2 bílý pěšec · h2 bílý pěšec · e1 bílý věž · g1 bílý král | 1 |
|   | a | b | c | d | e | f | g | h |   |

Torreho sláva by v dlouhodobém horizontu asi nikdy nepřesáhla hranice španělského jazykového prostoru, nebýt jedné partie, jejíž závěr vstoupil do šachové historie, uvádí se v řadě šachových učebnic a nechybí v žádné jen trochu kvalitní šachové encyklopedii. Torre o této partii prohlašoval, že ji nemá rád, protože on i exmistr světa Lasker se v ní dopustili příliš dlouhé řady nepřesností (což je patrně důvod, proč bývá uváděna obvykle až od 20. tahu dál). Nicméně byla to paradoxně tato partie, která mu přinesla šachovou nesmrtelnost. Koneckonců, jak často se člověku podaří semlít mistra světa, byť bývalého?
Torre – Emanuel Lasker, Moskva 1925
1. d4 Jf6 2 .Jf3 e6 3. Sg5 c5 4. e3 cxd4 5. exd4 Se7 6. Jbd2 d6 7. c3 Jbd7 8. Sd3 b6 9. Jc4 Sb7 10. De2 Dc7 11. O-O O-O 12. Vfe1 Vfe8 13. Vad1 Jf8 14. Sc1?! Jd5! 15. Jg5? (akce černého je mnohem promyšlenější a měla by být účinnější, než bezzubé a zmatené provokace bílého) b5 16. Ja3 b4 17. cxb4 Jxb4 18. Dh5?! Sxg5 19. Sxg5 Jxd3 20. Vxd3 Da5! 21. b4! (nápaditá výmluva již ve zřetelně horší pozici. Černý nemůže pěšce brát, protože ústup černé dámy z 5. řady by dal bílému šanci rozvinout útok) Df5? (takhle ovšem ne. Po správném Dd5 by měl bílý velké potíže něco vymyslet) 22. Vg3? (správné bylo Vh3 s nepřehlednou hrou) h6? (f6 zaručovalo poměrně snadné vítězství) 23. Jc4! Dd5?? (tragický omyl, po kterém se černý dočká ošklivého překvapení. Tah, který by byl před chvílí cestou k vítězství není možné po Jc4 provést – proto jej ostatně bílý zahrál. Správné bylo hxg5 se šancí na remízu) 24. Je3 Db5 (viz diagram. Ani jiné tahy už nemohly černého zachránit. Po tomto bude následovat fantastická a přece poměrně prostá kombinace) 25. Sf6!! Dxh5 26. Vxg7+ (černý je lapen ve smrtícím kolotoči šachů a odtažných šachů, během něhož bílý sesbírá, co může a hodí se mu. V šachovém žargonu se tato situace označuje jako „mlýnek“ v němž bývá postižený „semlet“, v nejlepším případě „semlet na prach“. Tak katastrofálně sice Lasker nedopadne, nějaký materiál mu ještě zůstane. Nicméně jeho porážka je i tak zajištěna.) Kh8 27. Vxf7+ Kg8 28. Vg7+ Kh8 29. Vxb7+ Kg8 30. Vg7+ Kh8 31. Vg5+! (konec všech nadějí. „Automatické“ Vxa7 dávalo ještě černému šanci na záchranu v protiakcích na sloupci a. Teď je již rozhodnuto – Lasker bude ovšem tradičně partii natahovat a hrát téměř až do hořkého konce) Kh7 32. Vxh5 Kg6 33. Vh3 Kxf6 34. Vxh6+ Kg5 35. Vh3 Veb8 36. Vg3+ Kf6 37. Vf3+ Kg6 38 .a3 a5 39. bxa5 Vxa5 40. Jc4 Vd5 41. Vf4 Jd7 42. Vxe6+ Kg5 43 .g3. Černý se vzdal. Jakkoliv byl Lasker vytrvalý v hraní prohraných pozic, které ostatní velmistři většinou vzdávali, mat vidět nehodlal.